# Lema nigrovittata
Lema nigrovittata är en skalbaggsart som först beskrevs av Guérin-Méneville 1844.  Lema nigrovittata ingår i släktet Lema och familjen bladbaggar. Inga underarter finns listade i Catalogue of Life.